# 浦風型駆逐艦
| 浦風型駆逐艦 | 浦風型駆逐艦                                                                      |
| ------------ | --------------------------------------------------------------------------------- |
|              |                                                                                   |
| 艦級概観     |                                                                                   |
| 艦種         | 一等駆逐艦                                                                        |
| 艦名         |                                                                                   |
| 前級         | 海風型駆逐艦                                                                      |
| 次級         | 磯風型駆逐艦                                                                      |
| 要目         |                                                                                   |
| 排水量       | 基準：810トン 常備：907トン                                                       |
| 全長         | 水線長：86.67m                                                                    |
| 全幅         | 8.41m                                                                             |
| 吃水         | 2.44m                                                                             |
| 機関         | ヤーロー式缶3基 ブラウン・カーチス式直結タービン2基 2軸、22,000馬力               |
| 速力         | 30.0ノット                                                                        |
| 航続距離     | 15ノットで1,800海里                                                               |
| 燃料         | 重油170トン                                                                       |
| 乗員         | 115名                                                                             |
| 兵装         | 40口径四一式12cm単装砲1基 40口径四一式8cm単装砲4基 四四式45cm連装水上発射管2基4門 |

浦風型駆逐艦（うらかぜかたくちくかん）は、大日本帝国海軍の駆逐艦の艦級。同型艦2隻。

## 概要
明治44年度計画で建造された駆逐艦。白雲型以来の外国に発注された艦であり、イギリスのヤーロー社で建造された。ディーゼルエンジンを搭載予定であったが、第一次世界大戦の勃発でドイツ、フルカン社の減速ギアが入手不能となりタービンのみが搭載された。江風は建造途中でイタリアに売却された。同じくドイツ製で、浦風に装備される予定だったバーマイスター式直立4サイクル単動ディーゼル2基はドイツから中立国を通じて日本に送られてきており、給油艦剣埼に搭載された。

## 同型艦
浦風（うらかぜ）
仮称艦名は第三十五号駆逐艦。1915年（大正4年）9月14日英ヤーロー社で竣工。主に中国方面で活動する。1936年（昭和11年）7月1日除籍、船体は横須賀海兵団の練習船として使われる。1945年（昭和20年）7月の空襲により浸水着底。戦後解体。
江風（かわかぜ）
仮称艦名は第三十六号駆逐艦。英ヤーロー社で建造。1916年（大正5年）8月7日イタリアへ譲渡、「アウダーチェ」(Audace) と命名される。1943年にドイツ軍の手に渡り「TA20」と命名された。1944年11月1日、イギリス駆逐艦の攻撃で沈没。

## 駆逐隊の変遷
浦風型は江風を売却したために浦風単艦となったため、独自の駆逐隊を編成するに至らなかった。大正4年12月1日、同じ横須賀鎮守府籍の海風型駆逐艦からなる第一艦隊第一水雷戦隊第十六駆逐隊に編入された。同月13日に十六駆は第二艦隊第二水雷戦隊に転籍するが、大正6年4月1日に浦風は十六駆から離脱したため、同時に二水戦を去っている。以降は横須賀鎮守府横須賀防備隊に所属。大正15年12月1日には第一遣外艦隊に編入され、揚子江方面の警備に従事した。昭和7年2月2日、第一遣外艦隊は第三艦隊指揮下となる。昭和8年5月20日、第三艦隊第十一戦隊に編入。昭和11年6月18日、浦風は横須賀鎮守府予備艦となり、以降除籍までこのまま過ごした。
十六駆の変遷は第十六駆逐隊を参照。